# 摩泽尔河畔采尔
摩泽尔河畔采尔（德語：Zell (Mosel)），简称采尔（德語：Zell，發音：[tsɛl] ⓘ），是德国莱茵兰-普法尔茨州科赫姆-采尔县的城市，曾是摩泽尔河畔采尔县的县治，面积44.95平方千米，2023年12月31日人口为4,117人。